# Fusinus colus
Fusinus colus is een slakkensoort uit de familie Fasciolariidae. De wetenschappelijke naam werd gepubliceerd in 1758 door Carl Linnaeus in de tiende editie van Systema naturae.